# Джеффрис, Хаким
Хаким Секу Джеффрис (англ. Hakeem Sekou Jeffries; род. 4 августа 1970) — американский политический и государственный деятель, юрист, с 2013 года член палаты представителей США от 8-м избирательного округа Нью-Йорка. Член Демократической партии, представляет район, который охватывает части восточного Бруклина и юго-западного Квинса в Нью-Йорке. Корпоративный юрист по профессии, работал в компаниях Paul, Weiss, Rifkind, Wharton & Garrison, затем в Viacom и CBS, прежде чем баллотироваться и работать в Ассамблее штата Нью-Йорк с 2007 по 2012 год, представляя 57-й округ Ассамблеи. Джеффрис возглавляет Демократическую фракцию Палаты представителей с 2019 года.
30 ноября 2022 года Джеффрис был избран руководителем фракции Демократической партии в Палате представителей США в 2023 году, сменив Нэнси Пелоси. После избрания республиканца Кевина Маккарти спикером Палаты представителей Джеффрис стал лидером парламентского меньшинства.

## Личная жизнь
Джеффрис женат на Кеннисандре Арсиньегас-Джеффрис, социальном работнике благотворительного фонда 1199 SEIU. У них двое сыновей, и они живут в Проспект-Хайтс.
Джеффрис — баптист.
Младший брат Джеффриса, Хасан Кваме Джеффрис, является адъюнкт-профессором истории в Университете штата Огайо. Он является автором книги «Кровавый Лаундс: гражданские права и власть черных в черном поясе Алабамы». Джеффрис — племянник Леонарда Джеффриса, бывшего профессора Городского колледжа Нью-Йорка.

## Награды
- Орден «За заслуги» I степени (5 июля 2024 года, Украина) — за весомый личный вклад в укрепление украинско-американского межгосударственного сотрудничества, поддержку государственного суверенитета и территориальной целостности Украины[16].